# Slippery When Wet
Slippery When Wet е албум на американската група Бон Джоуви от 1986 г. Според много от критиците е определян за техния най-успешен албум.
След издаването му той продава близо седем милиона копия.
В него са включени десет песни.
Особено много се харесват песните You Give Love A Bad Name, Livin On A Prayer и Wanted Dead Or Alive.

## Песни
- 1 – Let It Rock – 5:22
- 2 – You Give Love A Bad Name – 3:43
- 3 – Livin' On A Prayer – 4:10
- 4 – Social Disease – 4:18
- 5 – Wanted Dead Or Alive – 5:10
- 6 – Raise Your Hands – 4:18
- 7 – Whithout Love – 3:40
- 8 – I'd Die For You – 4:32
- 9 – Never Say Goodbye – 4:50
- 10 – Wild In The Street – 3:54